# Strabomantis aramunha
Strabomantis aramunha är en groddjursart som beskrevs av Cassimiro, Verdade och Rodrigues 2008. Strabomantis aramunha ingår i släktet Strabomantis och familjen Strabomantidae. IUCN kategoriserar arten globalt som otillräckligt studerad. Inga underarter finns listade i Catalogue of Life.